# La Bastide-de-Sérou
La Bastide-de-Sérou is een gemeente in het Franse departement Ariège (regio Occitanie). De plaats maakt deel uit van het arrondissement Foix. La Bastide-de-Sérou telde op 1 januari 2022 972 inwoners.

## Geografie
De oppervlakte van La Bastide-de-Sérou bedroeg op 1 januari 2022 43,62 vierkante kilometer; de bevolkingsdichtheid was toen 22,3 inwoners per km².
De onderstaande kaart toont de ligging van La Bastide-de-Sérou met de belangrijkste infrastructuur en aangrenzende gemeenten.

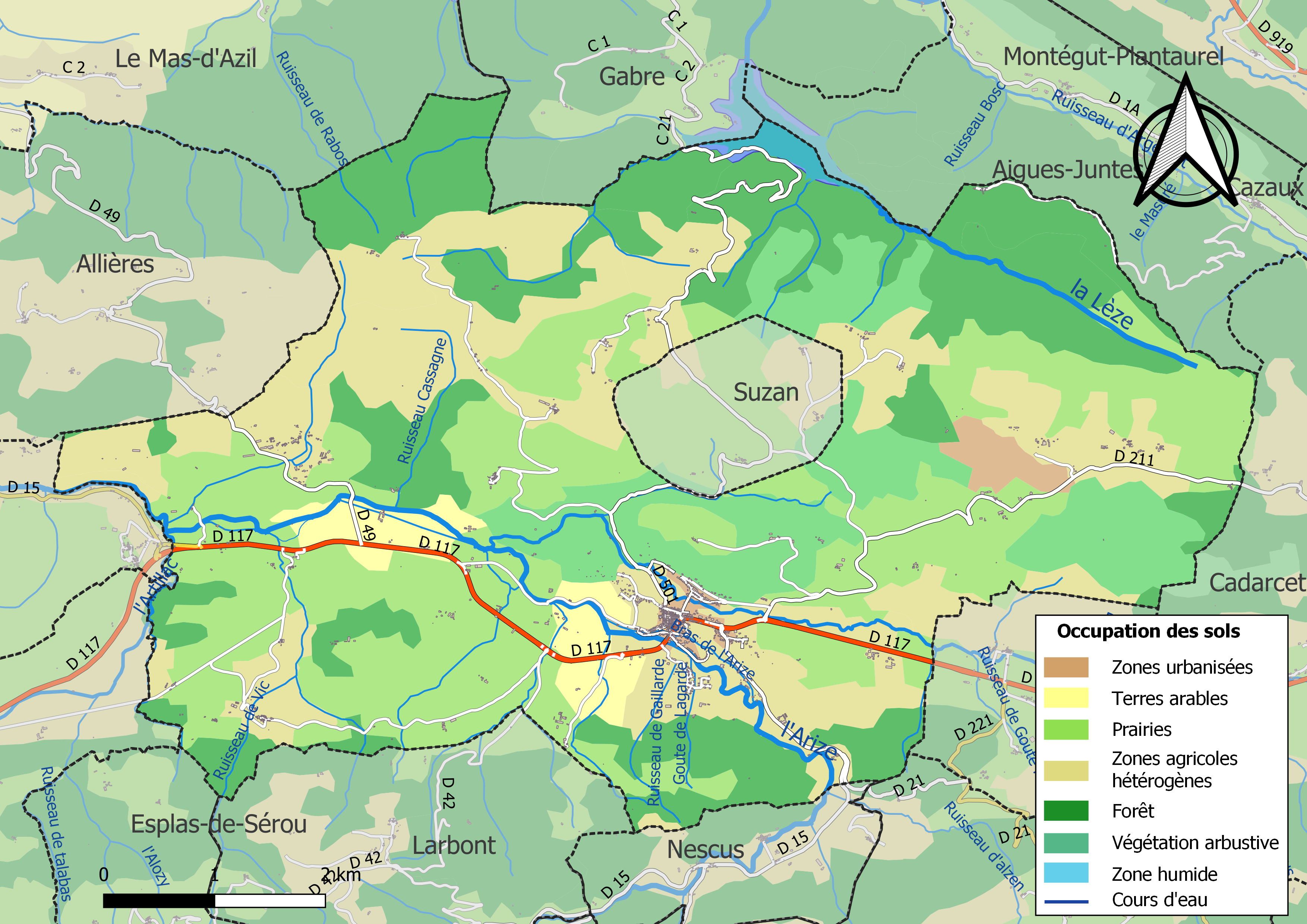

## Demografie
Onderstaande figuur toont het verloop van het inwonertal (bron: INSEE-tellingen).

Vanwege een beveiligingsprobleem met de MediaWiki Graph-software is het momenteel niet mogelijk deze grafiek weer te geven. Zodra de software is bijgewerkt zal de grafiek vanzelf weer zichtbaar worden.